# 호조 우지모리
호조 우지모리(北条氏盛)는 아즈치모모야마 시대부터 에도 시대 초기까지의 무장, 다이묘이다. 가와치 사야마 번 초대 번주를 지냈다. 통칭은 스케고로(助五郎).
호조 우지노리(北条氏規)와 고겐인(高源院, 호조 쓰나시게의 딸) 사이의 장남으로 태어나 사촌 형 호조 우지나오의 양자로 입적하게 된다. 정실은 하타모토 후나코시 가게나오(船越景直)의 딸이다. 자식은 장남 우지노부(氏信), 차남 우지토시(氏利), 삼남 우지시게(氏重) 등이 있다.
| 전임 호조 우지노리 | 제2대 가와치 호조가 당주 1600년 ~ 1608년 | 후임 호조 우지노부 |

|  | 제1대 사야마 번 번주 1600년 ~ 1608년 | 후임 호조 우지노부 |